# Tismana
Tismana este un oraș în județul Gorj, Oltenia, România, format din localitatea componentă Tismana (reședința), și din satele Celei, Costeni, Gornovița, Isvarna, Pocruia, Racoți, Sohodol, Topești, Vâlcele și Vânăta. Ordinul ministrului turismului 744/1973 dorea o reparare a degradării statutului localității climaterice Tismana la nivel de sat, prin declararea ei ca „sat turistic”. În realitate, Tismana n-a fost „sat turistic” decât prin acel ordin. Securitatea interzicea cazarea turiștilor străini în locuințele particulare.
La Tismana se execută covoarele Tismana și Oltenia simboluri ale artei tradiționale meșteșugărești, iar vânatul există din abundență pentru că teritoriul orașului cuprinde o parte din Parcul Național Domogled-Valea Cernei și se învecinează la nord cu Parcul Național Retezat.
Principala activitate economică, de importanță națională, este producția de energie electrică prin două din hidrocentralele Sistemului Hidroenergetic Cerna - Motru - Tismana. Acest complex hidroenergetic face parte din Planurile de amenajare a apelor din România.

## Așezare geografică

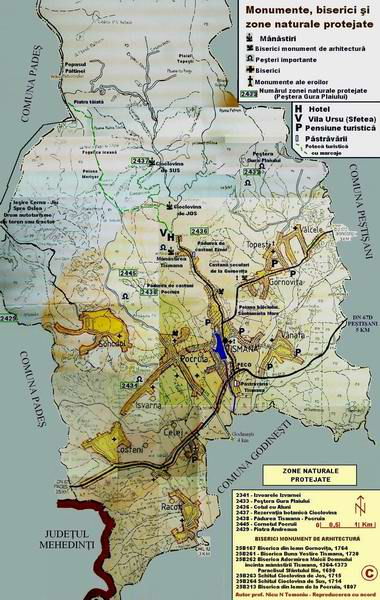
Harta Tismana turistică

Tismana este situată în sud-vestul României, în partea de nord-vest a județului Gorj, localitatea de reședință a orașului fiind localitatea Tismana, centrul civic având coordonatele: paralela 45° 03' 02 emisferă nordică, meridian 22° 56' 56 longitudine estică.
Paralela 45° exact, trece prin dreptul troiței de la intrarea dinspre nord în satul Racoți iar meridianul 23° trece prin capătul estic al satului Vâlcele, DJ 672, Tismana - Târgu-Jiu. 

Se învecinează la est cu comuna Peștișani la vest cu comuna Padeș la sud-vest cu județul Mehedinți, la sud cu comuna Godinești iar la nord cu județul Hunedoara.
Localitatea de reședință și cele 10 sate aparținătoare au o suprafață de 30.778,79 ha și avea în anul 1980, 9202 locuitori, în anul 1992, 8497 locuitori,în anul 1996, 9598 locuitori,în anul 2002, o populație de 7578 locuitori.
Orașul Tismana are sate cu populație peste l000 locuitori (Tismana, Pocruia, Sohodol), sate mijlocii cu populație între 501 și 1000 locuitori (Gornovița, Costeni, Celei) și sate mici cu populație sub 500 locuitori (Vânăta, Topești, Vâlcele, Isvarna și Racoți).

## Căi de transporturi și telecomunicații
Tismana este situată la 30 km față de municipiul Târgu-Jiu (reședința județului Gorj) și este străbătută de la est la vest de drumul național 67D, Târgu-Jiu – Peștișani -Baia de Aramă, drum în întregime modernizat, iar pe raza orașului drumul are o lungime de 13,5 km.

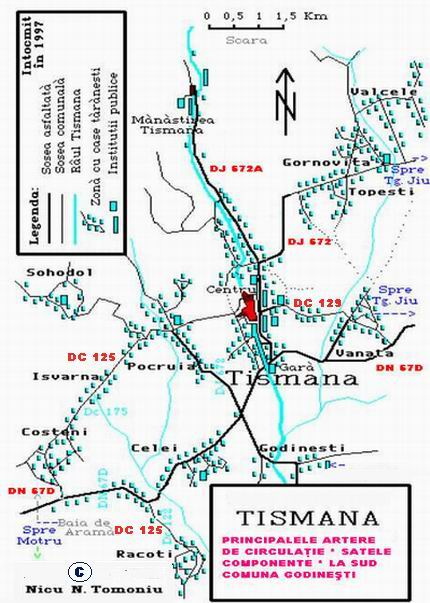
Drumurile Tismanei

Alte artere de circulație importante ce străbat localitățile orașului Tismana sunt:
- drumul județean DJ 672 Ciuperceni – Tismana – Peștișani, drum parțial modernizat care traversează localitățile Vâlcele, Topești, Gornovița, Pocruia (pe o lungime de 12,8 Km
- drumul județean DJ 672 A – din DN 67D - Tismana Mănăstire –modernizat, ce străbate localitatea Tismana de la sud spre nord (pe o lungime de 7 km).
- drumul DC 125, Pocruia – Isvarna – Costeni –în lungime de 4,5 km modernizat intre anii 2010-2011
- drumul DC 122 Celei - Racoți, drum nemodernizat în lungime de 3,08 km.
- drumul DC 129 Tismana -Vânăta, drum modernizat, în lungime de 3,2 km.
- drumul DC 126 Sohodol -, in lungime de 5,6 km modernizat intre anii 2008-2010
- drumul sătesc Gornovița-Topești- in lungime de 2,5 km modernizat intre anii 2008-2011

Lungimea rețelei de străzi, drumuri sătești și vicinale cuprinse în teritoriul administrativ al orașului Tismana este de 78 km, din care 70 % modernizați.
În anul 2000 în Tismana este pusă în funcțiune o rețea de televiziune prin cablu, care la momentul actual asigură serviciile pentru un număr de peste 1000 abonați, fiind într-un continuu proces de extindere.
Rețeaua de telefonie fixă asigură serviciile pentru un număr de 800 abonați, iar telefonia mobilă (Orange și Cosmote), are instalate două releuri în zona Tismana.

## Dotări edilitar gospodărești

### Centrul civic al orașului
În anul 2007, printr-un Proiect de Hotărâre prezentat de Comisia pentru Cultură, Sănătate și Învățământ și aprobat în Consiliul Local Tismana s-a trecut la reabilitarea Căminului Cultural „George Coșbuc” din Tismana căruia i s-a atribuit numele Casa de Cultură „George Coșbuc”.
Întregul centru civic Tismana a fost modernizat, trotuarele lărgite, spațiile verzi extinse, în intersecție s-a amplasat o frumoasă fântână arteziană iar în jurul ei, prin panouri de semnalizare rutieră s-a semnalizat sens giratoriu.

### Rețeaua de alimentare cu apă
Tismana are o rețea de aducțiune și distribuție de 56 km, la care sunt racordate un număr de 2723 gospodării și 70 agenți economici. Restul gospodăriilor fiind alimentate prin hidrofoare cu captare din fântâni sau direct, din puțuri comune sau individuale.
Rețeaua de alimentare cu apă este tehnic îngrijită de SC Stânjenelul SA bunul mers fiind asigurat de Consiliul Local Tismana. Acesta a definitivat în anul 2006, un proiect de extindere, reabilitare și modernizare a rețelei de alimentare cu apă finanțat prin programul SAPARD.
Rețeaua de canalizare are o lungime de 7,8 km deservind un număr de 350 de abonați, rețea aflată în extindere.

### Rețeaua stradală

Rețeaua stradală

Printr-un Proiect de Hotărâre al președintelui Comisiei pentru învățământ, sănătate și familie, activități social-culturale, protecție copii, turism, tineret și sport, Nicolae N. Tomoniu, în luna aprile 2006, s-au aprobat și denumirile străzilor din rețeaua stradală a orașului Tismana.

### Altele
Rețeaua de televiziune prin cablu oferă 25 canale de televiziune.

## Sistemul educațional

Grupul Școlar Industrial Tismana

Tismana are unități școlare în care se asigură toate formele de învățământ preuniversitar: învățământ preșcolar, primar, gimnazial, liceal și profesional.
În localurile de școli și grădinițe își desfășoară activitatea elevi, cadre didactice și personal auxiliar și după cum urmează:
1. Învățământ preșcolar: 14 săli de clasă pentru grădinițe, 298 copii, 14 cadre didactice.
2. Învățământ primar: 22 săli de clasă, 374 elevi, 22 cadre didactice.
3. Învățământ gimnazial: 23 săli de clasă, 382 elevi, 39 cadre didactice.
4. Învățământul liceal.

În cadrul liceului industrial ,,Grupul Școlar Industrial Tismana” învață 177 de elevi, veniți și din comunele limitrofe, în 13 săli de clasă, cu 17 cadre didactice.
Învățământul profesional se desfășoară în 6 săli de clasă, ateliere și laboratoare, cu 143 de elevi și 15 angajați reprezentând personal auxiliar.

## Sănătate și asistență socială
În Tismana asistența medicală este asigurată de 8 medici și 10 asistenți. În prezent, sunt funcționale 4 cabinete medicale individuale, deservite de 4 medici de familie și 8 asistenți.
Centrul de Sănătate, cu activitate permanentă și cu clădire proprie, este deservit de 2 medici, 2 asistenți și un îngrijitor, 24 de ore din 24. Medicii și asistenții nu au funcții permanente aici, fiind programați dintre medicii Dispensarului Uman Tismana și ai satelor vecine.
Activitatea celor 4 medici de familie se desfășoară în incinta Dispensarului Uman Tismana, un imobil modern de tip P+2, bine dotat cu aparatura necesară și amplasat în centrul orașului Tismana. Tot aici funcționează 2 cabinete stomatologice deservite de 2 medici.
Medicii de familie asigură asistență medicală pentru specialitățile medicină generală și pediatrie.
În oraș mai funcționează și un Dispensar Veterinar unde lucrează un medic și 4 tehnicieni veterinari. În sate există patru puncte de însămânțări artificiale și naturale. Taurii, armăsarii și vierii sunt autorizați. Activitatea este asigurată de patru cadre calificate în acest domeniu.
În centrul civic Tismana funcționează două farmacii, una pentru uz uman, cu doi salariați și o farmacie de uz veterinar cu un salariat. La intersecția drumului județean DJ 672 A cu DN 67 D, în punctul Tismana - Gară, mai funcționează o farmacie de uz uman, folosită de locuitorii din zonă și turiști.

## Cultura
În trecut, au fost construite șase cămine culturale la Tismana, Topești, Pocruia, Costeni, Sohodol și Isvarna, care sunt folosite în diverse activități culturale.
În anul 2007, Căminul Cultural „George Coșbuc” din Tismana transformându-se în Casa de Cultură „George Coșbuc” Tismana s-a amenajat pentru prima dată în județul Gorj un muzeu al costumului popular. 
Lui i s-a atribuit denumirea „Muzeul Costumului Popular Gorjenesc Tismana” și are piese unicat, costume populare din secolul al XIX-lea.
Biblioteca Publică din centrul orașului a fost mutată și ea în noul local de cultură și are acum în evidență peste 14.000 volume de carte, ca urmare a unor donații din partea Asociației Române pentru Patrimoniu și din partea d-lui Mihail Aristotel Ungureanu, fiu al satului, fost secretar de stat în guvernarea 1996-2000.
Biblioteca este frecventată anual de circa 1000 de cititori. În afara bibliotecii publice își desfășoară activitatea și alte cinci biblioteci școlare cu un număr total de 29.987 volume.

Lansare de carte la Editura Semanatorul Tismana

În anul 2012, Asociația "Semănătorul Tismana" a înființat "Editura Semănătorul" Tismana iar din octombrie 2013, cu sprijinul Consiliului Local Tismana  tipărește revista "Sămănătorul". Ea urmează documentele programatice ale curentului social, cultural și literal inițiat la începutul sec. XX, în România, de revista „Sămănătorul”  fără a idealiza, ca atunci, satul patriarhal în opoziție cu orașul „viciat” de civilizație. Articolele revistei sunt creații moderne care evită totuși noile tendințe ale presei cazone, subjugată politic. Revista reconsideră, promovează și păstrează elementele rămase din civilizația rurală veche, fiind depozitara unor valori naționale pe cale de dispariție. Ea se declară împotriva substituirilor și chiar disparițiilor cutumelor patrimoniale legate de domeniul publicistic și scriitoricesc  care au loc azi.

## Festivalurile orașului Tismana

Festivalul Cântecului, Dansului si Portului Popular Gorjenesc de la Tismana

Festivalul Cântecului, Dansului si Portului Popular Gorjenesc de la Tismana se ține în fiecare an la 15 august, indiferent în ce zi cade ajungând la ediția a-48-a (2015). Prima ediție s-a ținut în anul 1966, edițiile - 1990 și 1991 - nu s-au ținut. Orchestra de acompaniament a soliștilor este "Doina Gorjului". 
În anul 2010 și 2011, "Doina Gorjului" nu s-a prezentat din cauza politizării festivalului, fiind înlocuită cu taraful Școlii Populare de Artă Târgu-Jiu. PDL a pierdut și numărul edițiilor, ediția 43 fiind anunțată a 44-a. Din această cauză ediția din anul 2012 a devenit a 45-a.
Festivalul ține două zile după următorul program:
- După amiaza zilei de 14 august are loc la Casa de Cultură "George Coșbuc" a orașului, înscrierea soliștilor la festival;
- Spre seară are loc, pe o scenă în aer liber, din Centrul Civic Tismana preselecția soliștilor care s-au înscris. Fiecare cântă neacompaniat o melodie și acompaniat de "Doina Gorjului" altă melodie;
- Soliștii calificați de un juriu, vor participa a doua zi, 15 august, orele 10, la Gala Laureaților, care începe pe scena din Poiana Sântămăriei, Pădurea Șerșori, DJ 672. Lor li se va adăuga, formațiile de dansuri din sate, selectate la Târgu-Jiu.
- Recital al soliștilor de la "Doina Gorjului" și a altor soliști invitați.

Sf. Mănăstire Tismana organizează în incinta ei de pe Valea Tismanei hram: Hramul Mânăstirii Tismana
De filmări si organizarea acestui site s-a ocupat comisia de cultura a Consiliului Local Tismana (legislatura 2004-2008)și Fundația Tismana. S-a cerut în 2013 ca noile organe locale să preia inițiativa de filmare a festivalului sau să aloce fonduri pentru Asociația "Semănătorul Tismana" pentru filmări și în edițiile care vor urma. Consiliul Local Tismana ne aprobând sumele pentru acest lucru asociația și-a încetat filmările pe Site YouTube care pezintă secvențele filmate la festival de la ediția 2007 până la ediția 2013.

Festivalul de Buna Vestire sau Festivalul Păstrăvului, se ține la 25 martie, fiind un vechi târg de semințe și oale și ulcele date de pomană la sărbători religioase. Păstrăvăriile și firmele de artizanat organizează expoziții cu vânzare.

Festivalul Castanului se ține la începutul lunii octombrie primăria oferind porții de castane fierte turiștilor. Producătorii locali vând la festival castane din pădurile lor la cel mai mic preț.

Festivalul răciturilor se ține tot toamna la Vila Ursu de pe Valea Tismanei sau în satele vecine.

## Lăcașuri de cult
Un fapt istoric de mare importanță pentru continuitatea noastră în spațiul carpatic este bine dovedit la Tismana. Toate lăcașurile de cult de pe teritoriul orașului Tismana au fost construite pe locul sau lângă vechi biserici creștine de lemn, care la rândul lor au fost construite pe vechi locuri de cult getice, „păgâne”, care au fost mai apoi creștinate. Vechile denumiri de cult precreștin au fost adaptate, bisericile purtând pecetea hramurilor creștine.

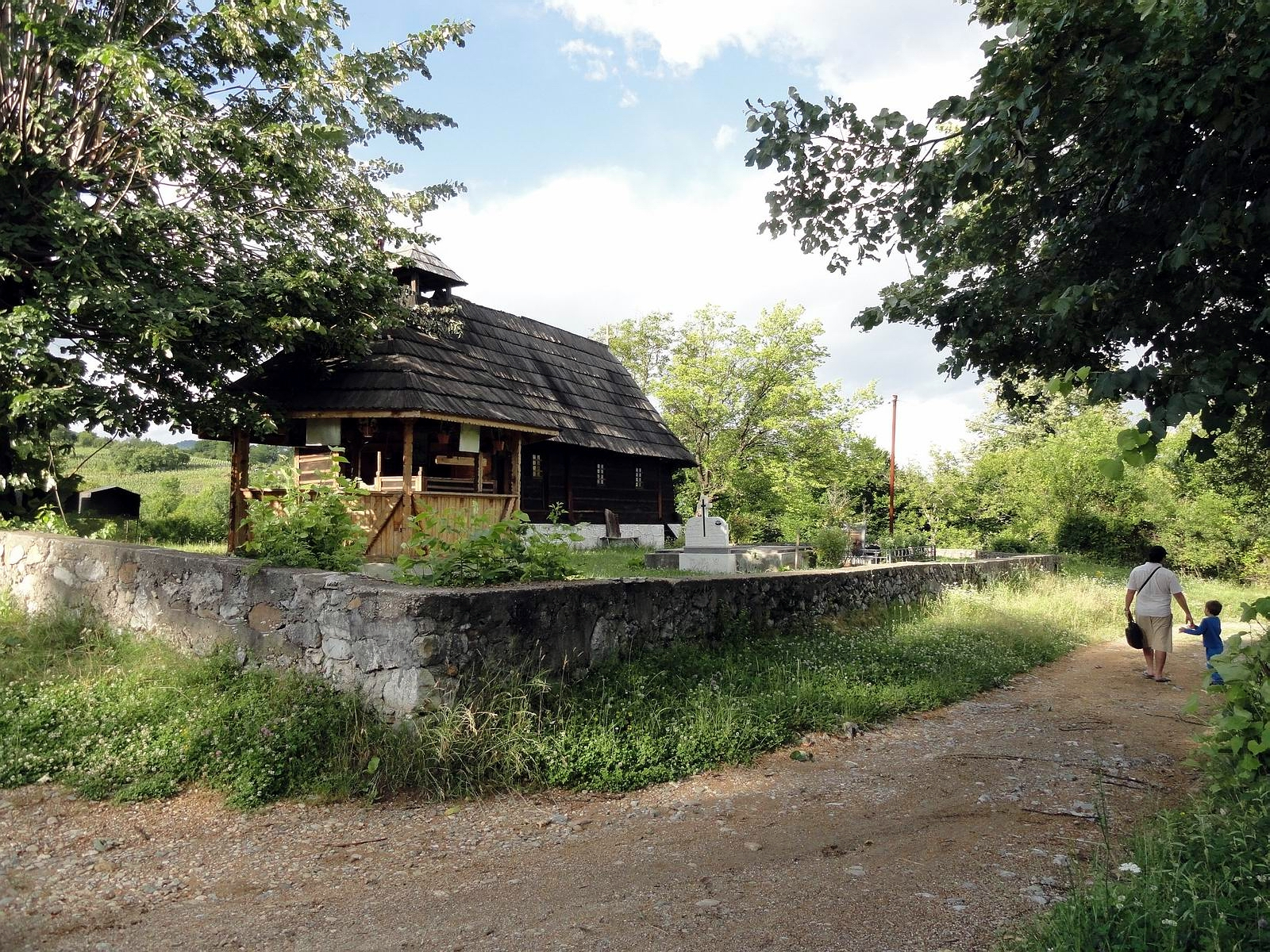
Imagine Biserica Nașterea Maicii Domnului Gornovița

Astfel, „locul amenajat” („diz” + „meni”) pentru întruniri păgâne în perioada precreștină, legate de cultul mamei,  este creștinat prin construcția unei biserici întru "adormirea prea Sfintei Stăpânei noastre de Dumnezeu născătoarea și pururea fecioara Maria". Se începe amenajarea platoului Pișători, în partea de est, cu blocuri de sigă și tiranți din lemn de tisă. La mijloc, pe vremea lui Vlaicu Vodă, Nicodim Grâcic (grecul), călugăr sârb după mamă dar din tată grec, este chemat de Lazăr Despotul Serbiei și construiește prima biserică din tisă. Prin poziția naturală, având alură de cetate, era numită “Tis” + “meana”, de unde denumirile Tismeana sau Tismena, apoi Tismana, amintită în documentele lui Vladislav Vodă (1364-1373) fiind primul ctitor înscris în pomelnicul mânăstirii Tismana, daniile ce le făcuse Vodiței le făcuse și Tismanei.
„Tismana nu se reducea numai la mănăstirea Tismana: o lavră adevărată, o colonie de călugări mișuna în schiturile de pe munte ca și la muntele Atos" Așa s-a construit Biserica schitului din vârful muntelui Cioclovina, la depărtare de 5 km de mănăstire  dar și biserica din Cioclovina de jos, în locul numit și Padina Viilor, tot din piatră pe locul celei vechi.

Cele mai vechi lăcașuri de cult avizate de Comisia Națională a Monumentelor, Ansamblurilor și Siturilor Istorice (C.N.M.A.S.I.) sunt:
1. Mănăstirea Tismana atestată prin hrisovul lui Dan Vodă, dat în Argeș la 3 oct. 1385, biserica fiind mai veche[11], alte detalii în Anuarul Mitropoliei Olteniei[12] astfel: Radu Vodă (1374-1384) înlocuiește biserica din lemn la 1374, cu o biserică din zid, fiind terminată de Dan Vodă fiul lui Radu, la 1385, Mircea Vodă "isprăvind ce era nesfârșit".

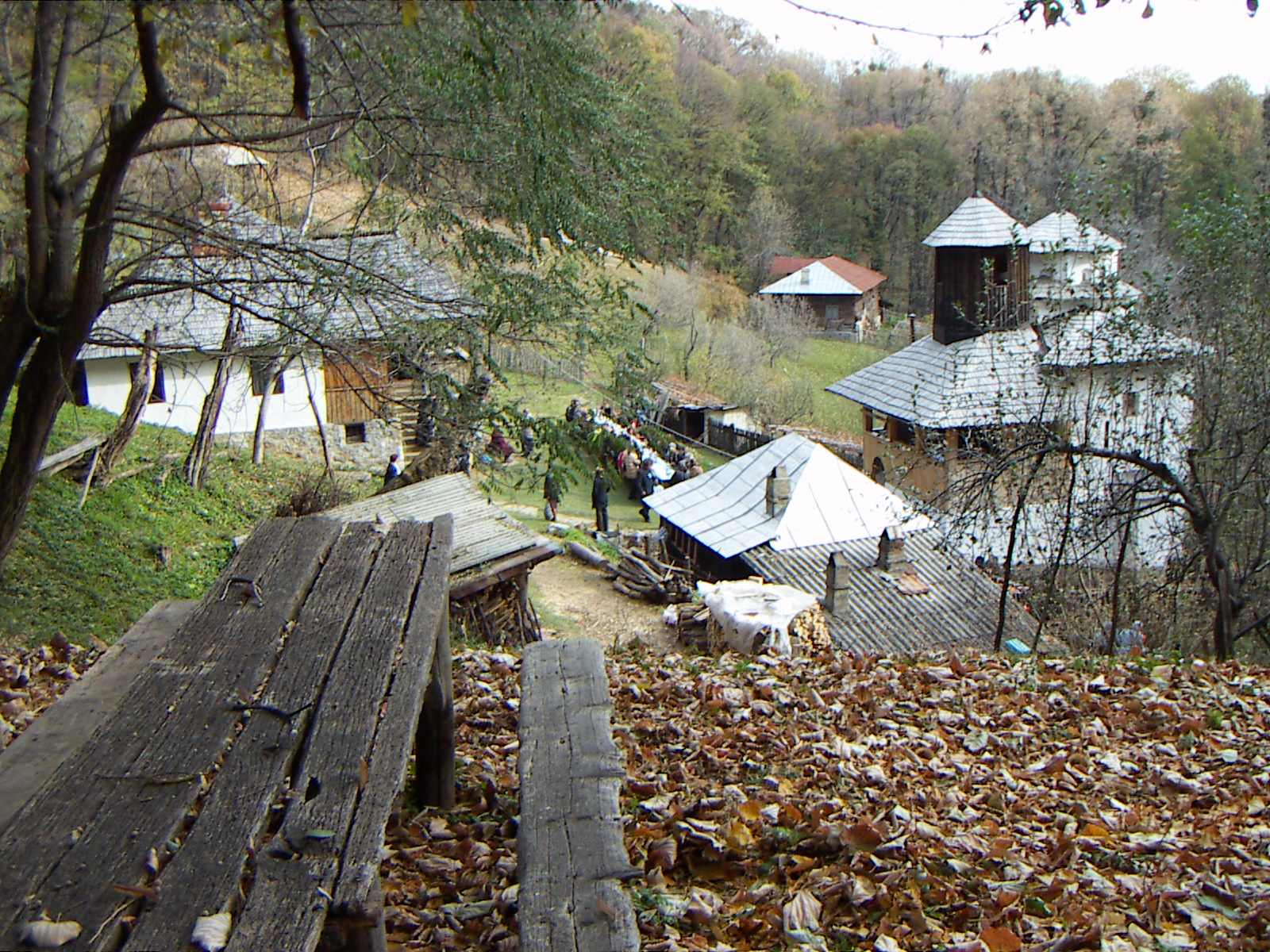
Imagine Popas Schitul Cioclovina de Jos

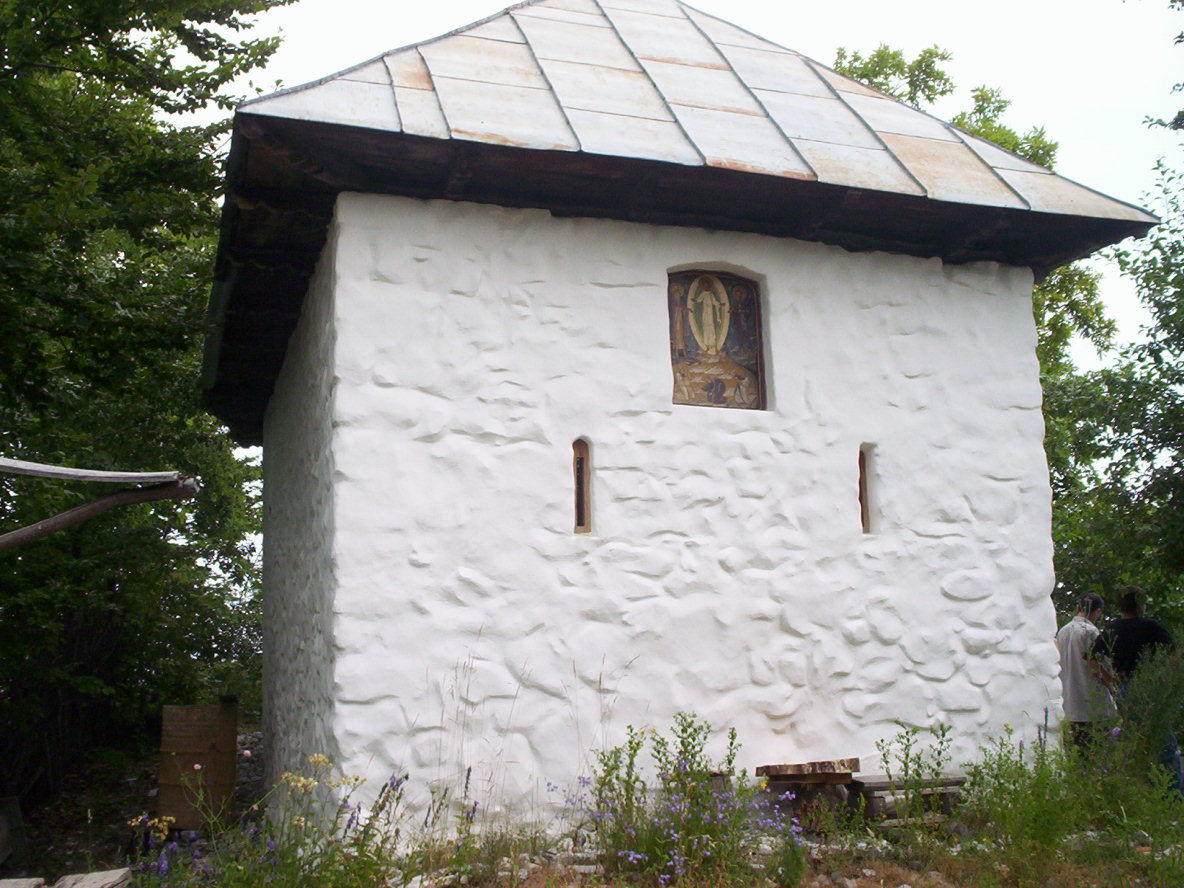
Imagine Schitul Cioclovina de Sus

2. Paraclisul cu o turlă este zidit din piatră pe vremea lui Matei Basarab, la 1650[13]. Inițial era destinat modernizării bolniței mânăstirii care exista la orice mânăstire de tip athonit dar după un incendiu a fost restaurat la 1772, suferă stricăciuni în luptele dintre turci și austrieci, din nou refăcut la 1782 și târnosit în paraclis cu hramul Sf. Ilie, în sec al XIX-lea. Imagine Popas Schitul Cioclovina de JosImagine Schitul Cioclovina de Sus
3. Schitul Cioclovina de Jos, datat din anul 1715.[14]  În 1668, se amintește pe Cioclovina de o biserică din lemn căreia Radu postelnicul Știrbei îi dăruiește o vie, pe locul căreia s-a ridicat la 1715 biserica schitului de astăzi și chiliile. Zugrav Mihail Tutandin din Tismana. Printre donatori: Arhim. m-rii Tismana Spiridon, Nicodim egum. m-rii Tismana. Se dovedește însă că Cioclovina era locuită de încă din sec. al XVI-lea deoarece caligraful Macarie scrie aici o psaltire în anul 1573.[15]
4. Schitul Cioclovina de Sus, clasificat la 1714 [16] este zidit după  Anuarul Mitropoliei Olteniei[17] în anul 1711 de serdarul Cantacuzino. A fost refăcut în anii 2004- 2005, ÎPS Teofan sfințind Schitul Cioclovina de Sus la 06.08.2005, cu hramul Schimbarea la Față a Domnului (Pobrejenia) Ctitor este și Obedeanu Pătru, mare serdar și armaș, care a mai făcut danii bisericii Ișalnița Dolj, bisericii Dobrosloveni, Olt și la manastirea Jitianu - Dolj.

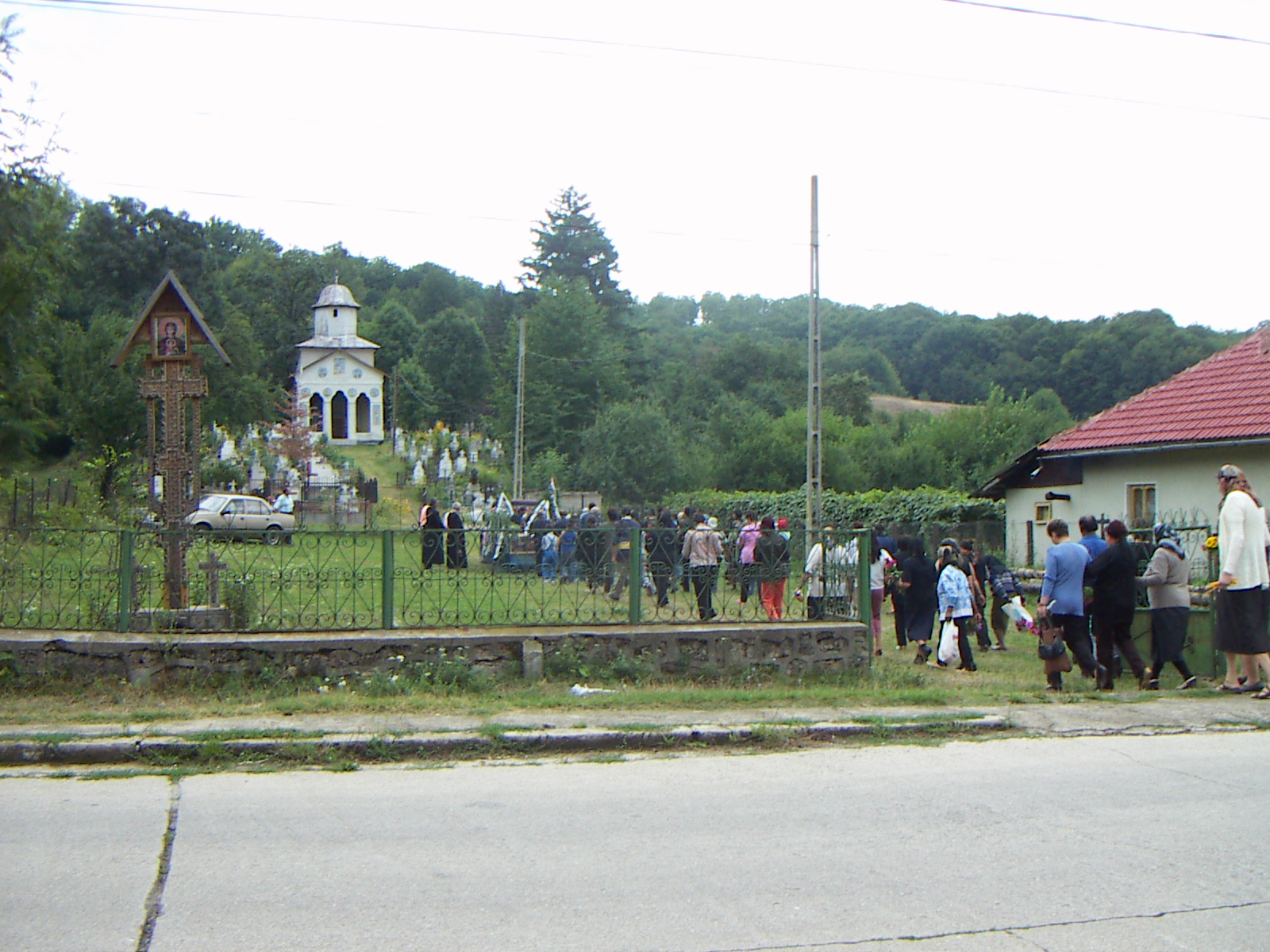
Imagine Biserica Buna Vestire Tismana

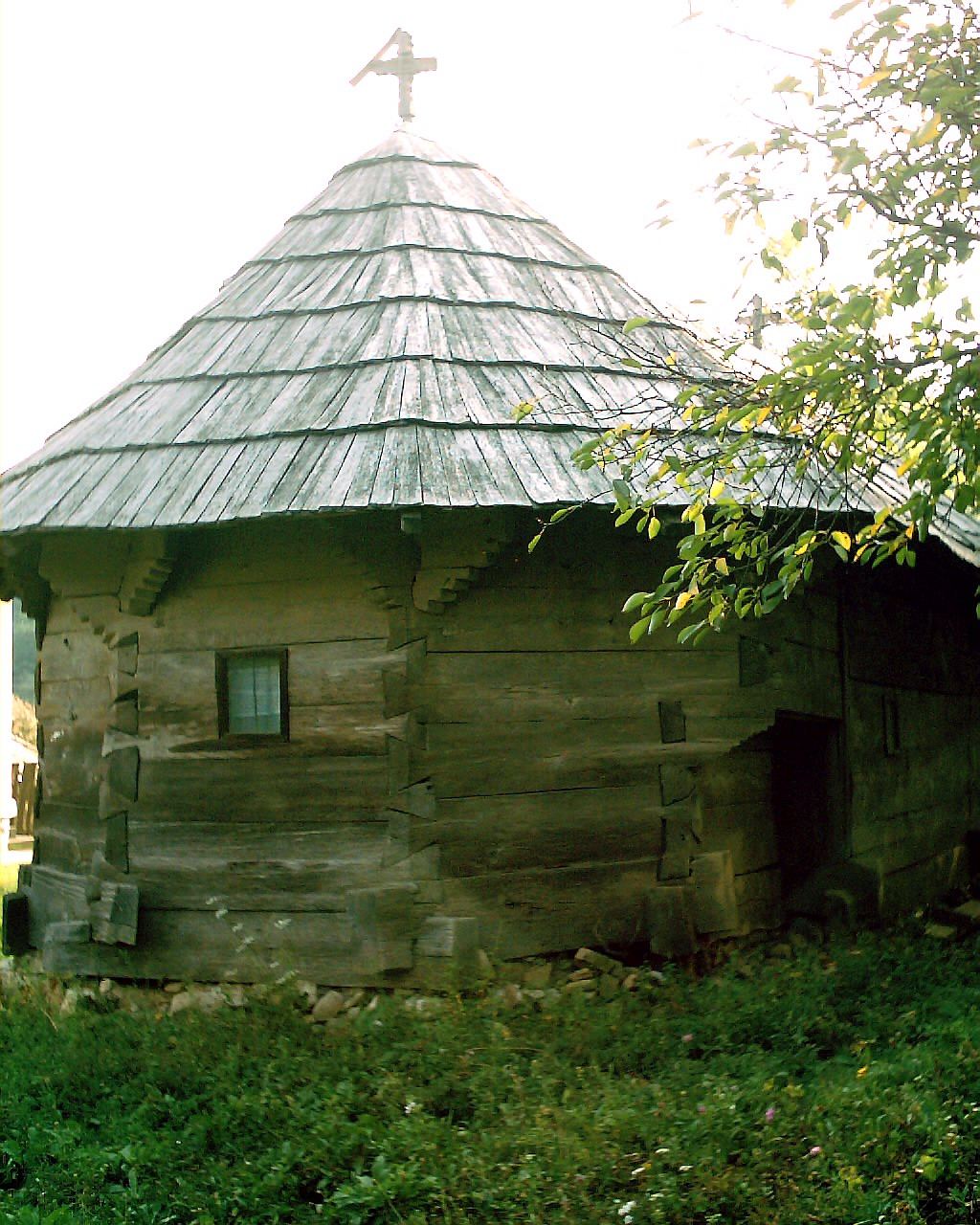
Imagine Biserica Sf. Andrei Pocruia

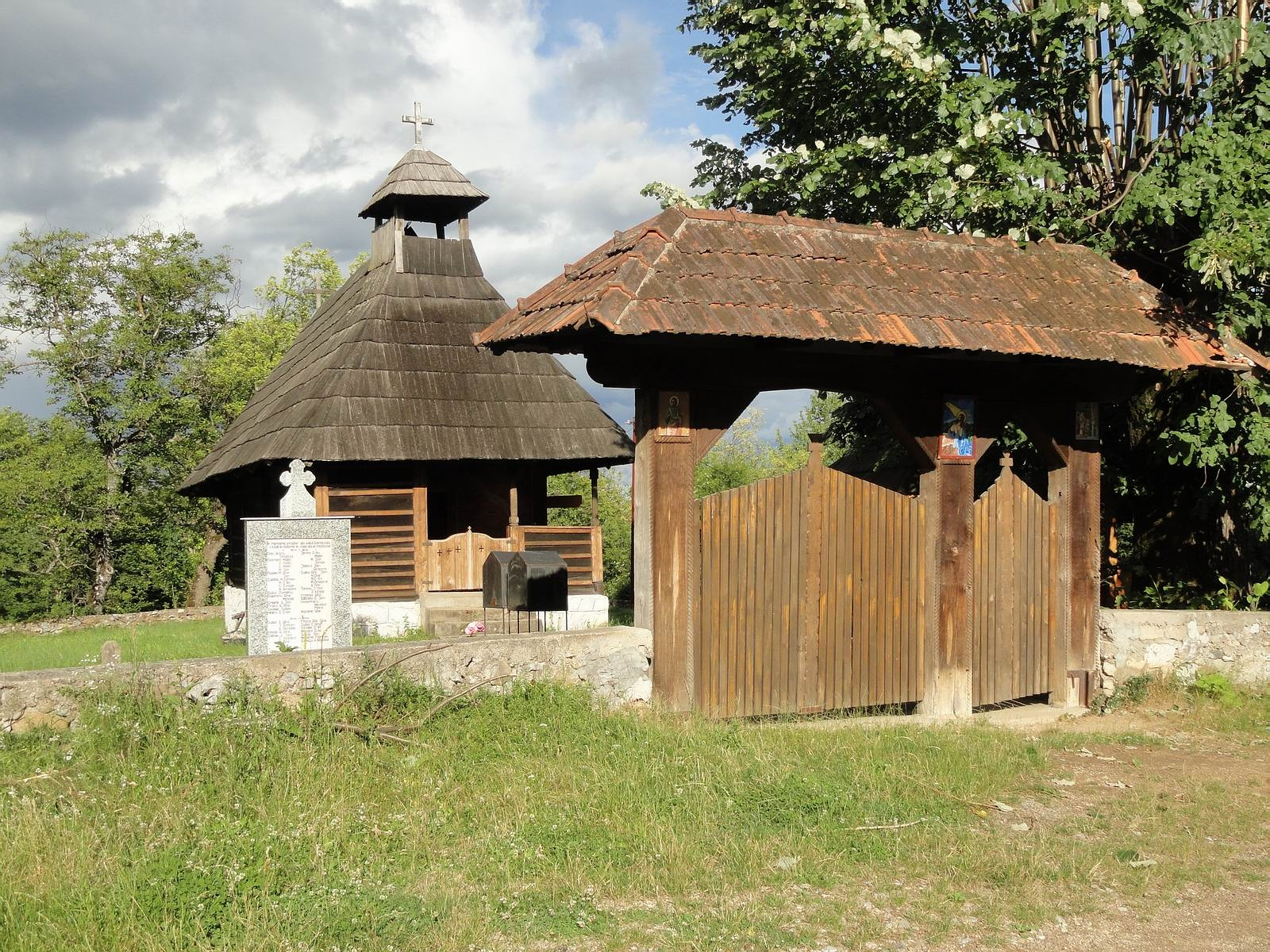
Imagine Biserica din lemn din satul Gornovița, monument istoric

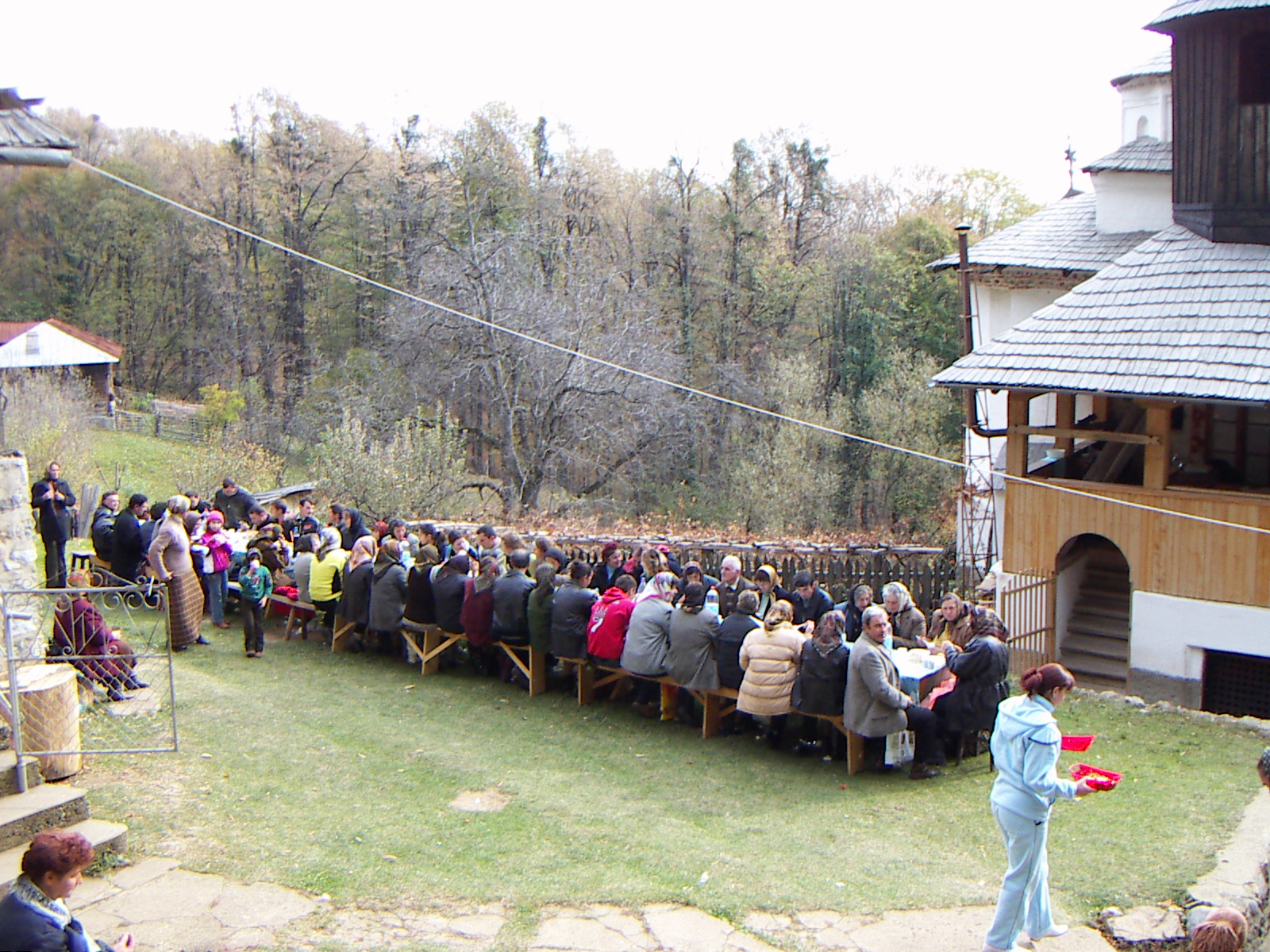
Imagine Praznicul Bisericii Sfinții Voievozi la Cioclovina de Jos

5. Biserica „Buna Vestire” de la intrarea în defileul Văii Tismanei, atestată în anul 1720[18], pe locul alteia mai vechi. Imagine Biserica Buna Vestire TismanaImagine Biserica Sf. Andrei PocruiaImagine Biserica din lemn din satul Gornovița, monument istoricImagine Praznicul Bisericii Sfinții Voievozi la Cioclovina de Jos
6. Biserica din lemn din satul Gornovița, datată din anul 1764 monument istoric[19], asigurată.
7. Biserica din lemn din satul Pocruia, monument istoric[20].
8. Biserica din satul Sohodol, datată din anul 1720[21] Biserica din zid construită în 1901.

Metocuri sau metohuri
Metohurile cele mai vechi din apropiere ce țineau de Mănăstirea Tismana se găseau în satul Seuca, Gorj,  Dealul Sporăști, Ploștina Dragoeștilor, Dealurile Mociorlița  și Teiușul, la nord de Gornovița și pe Valea Pocruii. 
Lângă păstrăvăria mânăstirii, în anul 1867 exista încă, “Schitul Sfântului Antonie”, Au existat metohuri ale mânăstirii Tismana în toată Oltenia, precum și sate care erau scutite de anumite dări pentru paza mânăstirii sau alte porunci domnești. Satele însă nu erau metohuri, cum greșit se mai interpretează! A se vedea nota de la "Metohuri".
Alte biserici construite:
1. Biserica din orașul Tismana – centru, din zid în Mahalaua Prundu la 1885, în locul celei de la 1835, hramul "Izvorul Tămăduirii", reparată 1902 și 1937. Filială biserica "Sf. Nicolae" Vânăta, datată din anul 1862, din lemn, cu osteneala și cheltuiala Starețului mân, Tismana, refăcută cu lemnărie de la biserica Seuca [28] pe locul alteia mai vechi, arsă din cauza bolii antrax, popular dalacul sau buba vânătă de unde se trage și redenumirea satului Groșani în satul Vânăta. Biserica are 13 și 1/2 ha pământ din 1864; 5 și 1/2 ha ale bisericii parohiale, din care în 1937 s-a expropriat 1/2 ha pentru CFF iar 8 ha ale bisericii parohiale. 2 cimitire împrejmuite, unul comun cu parohia Ungureni.
2. Biserica din orașul Tismana-Ungureni, construită din zid la 1922, sfințită în 1932 cu hramul "Sf. Arhangheli". Biserică filială, "Buna Vestire",  1720, cimitirul servește și bisericii parohiale Tismana. Are casă parohială. Biserica parohială a primit  8 și 1/2 ha pământ în 1864 și 1 și 1/2 ha biserica filială.
3. Bisericile din satul Pocruia (una din lemn, alta din piatră) sunt construite după ce străvechea biserică, de pe Valea Pocruii, nu a mai fost folosită și de sohodoleni, aceștia construindu-și propriul locaș de cult.
4. Biserica din satul Costeni, jud. Gorj (bis. Sf. Nicolae, c. 1770, reclădită din lemn 1841—1843 și de zid 1902—1912.
5. Biserica din satul Izvarna, jud. Gorj (bis. de lemn Sf. Gheorghe, 1803 sau c. 1815, construită de preotul Ghiță Izverceanu, dispărută, refăcută de zid 1899
6. Biserica din satul Celei, cerica parohială cu hramul Cuvioasa Paraschlva, construită din lemn In 1885, reparată In 1936, in stare bună. Biserica filială cu hramul „Sf. Nicolae", în satul Costeni, construită din zid tn 1902—1912, neasigurată. Avea crăpături după cutremurul din 1940. Casă parohială nu este. Biserica parohială are 1 și 3/4 ha. pământ dela 1864 și 1/2 ha. dela 1925. Biserica filială are 2 ha. pământ. Biserica parohială are 3 cimitire, împrejmuite; filiala un cimitir lângă biserică.
7. Biserica din satul Topești, biserica parohială din zid la 1927, hramul Sf Nicolae, filială Gornovița, 17 ha pământ dat la 1864.
8. Biserica din satul Vâlcele, 1864 din lemn, construită din piatră cioplită în 1923, hramul "Toți Sfinții". I s-au dat 17 pogoane pâmânt la 1864

Evenimente importante
LUCRAREA SPIRITUALĂ ȘI CULTURALĂ ÎN EPARHIE - Societatea „Renașterea"
Societatea Renașterea a clerului din Eparhia Sf. Mitropolii a Olteniei, Râmnicului și Severinului a luat ființă în anul 1922, fiind recunoscută persoană morală în 1923 prin legea publicată în Monitorul Oficial No. 39/1923.
Cu anul 1940, când eparhia olteană este ridicată la rangul de Mitropolie, și cu primul nostru Mitropolit, I. P. S. Nifon Criveanu, Renașterea a intrat într-o formă nouă de acțiune. 
In adunarea de la 18 ianuarie 1940, prezidată de I. P. S. Mitropolit, fiind prezenți toți conducătorii Secțiilor și Comitetului Central, s-a dat un nou impuls de viață Renașterii prin înlăturarea neajunsurilor scoase la iveală de experiența celor 18 ani de activitate, hotărindu-se următoarele: a) Parohia rămâne adevăratul centru de acțiune al preotului. b)Centrul parohial are rolul de a îndruma, verifica și stimula activitatea parohială a preotului. Pentru acest motiv, Centrele Parohiale au fost înmulțite, ajungând dela 74 la 140 în toată Eparhia.
Centrele Parohiale din zona Tismana țineau de "Centrul parohial Racoți", compus din parohiile:
1) Pocruia, 2) Tismana, 3) Ungureni, 4) Sohodolu, 5) Mischii, 6) Godinești, 7) Celeiu, 8) Racoți. Întâiul Stătător, pr. loan C.
Arjoca, Subrevizor, pr. Petre Ciaușu.
Tot în anul 1940, circumscripția Arcani-Brădiceni-Tismana, avea ca revizor, clasa a II-a Pr. I. Cernăianu, Arcani
Monumente ale eroilor
Monumentul „Căpitanului Ioan Neferescu” construit în anul 1980 pe Dealul Nereaz, din satul Gornovița, în onoarea căpitanului Ioan Neferescu distins cu ordinele „Mihai Viteazul” și „Legiunea de onoare a Franței” în luptele de la Mărăști, Mărășești și Oituz din primul război mondial. Alături de Ecaterina Teodoroiu ține piept dușmanului în luptele de la Jiu, tunurile capturate de el străjuind și astăzi podul Jiului.
In centrul orașului s-a construit Monumentul Eroilor ridicat în cinstea eroilor căzuți în cele două războaie mondiale și războiul de independență.
Numărul eroilor căzuți este următorul:
- 77 eroi căzuți în războiul din 1877-1878.
- 680 eroi căzuți în campania din 1916-1918
- peste 460 eroi căzuți în ce-l de al doilea război mondial 1940-1945

## Combatanții satului Tismana în cele trei războaie

Drumul strategic 1916 Tismana-Jiu

Brevet Crucea Comemorativa a razboiului 1916-1918

În războiul pentru independența României din 1877-1878, s-a remarcat Dincă Gh. Barbu, tatăl pictorului Ghiță Barbu Bărbulescu din Tismana. Prin vitejia plutonului său în lupta de la Smârdan l-a făcut pe Osman-pașa, rănit la picior, să se predea generalului Mihail Cerchez (?-1922).  A primit ordinul și medalia “Steaua României”, în grad de Cavaler, după proclamarea independenței Carol I înființând  acest ordin prin lege la 10 mai 1877, fiind  echivalentul celui mai vechi ordin național "Steaua României" creat în 1864 de Cuza Vodă dar având deviza "In fide salus" (În credință e salvarea). La 10 mai 1906, sub nr. 1103,  primește Medalia jubiliară „Carol I” .
În Războiul pentru Reîntregirea Neamului din 1916-1918 s-a remarcat prin faptele de vitejie căpitanul Ion Neferescu, Sublocotenent Ion Aurariu, decorat cu Crucea Comemorativa a razboiului 1916-1918 și alte medalii și sergentul Ghiță Barbu Bărbulescu, decorat cu  Medalia Virtutea Militară cu însemn de război   “Crucea Comemorativă a războiului 1916-1918” cu baretele Carpați, Jiu, Mărășești și Mărășești, având Brevetul Ministerului de Războiu, din Înaltul Ordin al Majestății Sale Regele Ferdinand I,  dat la 1 apr. 1922, sub nr. 570.

Comemorarea a 100 de ani de la intrarea României în război în august 1916

La cruce - Dealul Ungureni-Pocruia

În orașul Tismana a început identificarea documentelor privind acest eveniment, iar publicarea lor se face prin revista "Sămănătorul" și "Editura Semănătorul". S-au făcut copii după fotografii, fotografii noi și hărți noi legate de eveniment. S-a făcut o reconstituire a „Drumului strategic 1916” Tismana - Pasul Scocu dintre Cerna și Jiul de Vest, cu detalii: râuri, creste, poteci, amplasamentele Reg. 57 inf., condus de cpt. Cornicioiu, Reg. 5 art. al mr. Pașalega, Reg. 31 inf. al mr. Nicoleanu, formațiunile de luptă ale lt. Col. Dejoianu și mr. Dumitrescu ce băteau cu tunurile din Frâncești-Peștișani în dealurile Dobriței unde se infiltraseră nemții. Printre fotografiile noi s-a făcut și cea de "La cruce", în dealul dintre Ungureni și Pocruia, unde locuitorii Pocruii  au ucis, pe ascuns, un combatant neamț necunoscut, ce identifica pe o motocicletă un drum adiacent cu "Drumului strategic 1916" al armatei române. Prin această fotografie se dorește o confirmare a sentimentelor patriotice ale țăranilor români în timpul primului război mondial.
În ce-l de al doilea război mondial 1940-1945 printre eroi, amintim locotenenții Matică Șerbu, Coman Aurariu – Vânăta; tismănenii Călin I Văcariu, Leonte Cernăianu, Mihai Puiu; Nicu Cazacu și Mișu Buzner din Mahala, ungureanul Vasile Galețescu și patriotul Mitică Butiuc 

## Sport și agrement
Activitățile sportive se desfășoară pe Stadionul Tismana (1050 m2), pe terenurile sportive școlare și alte terenuri sumar amenajate în unele sate. În anul 2004 a fost dată în folosință și noua sală de sport.
Consiliul local, societăți comerciale și unele persoane susțin material echipa de fotbal „Energetica Tismana” care activează în divizia județeană.
Pe terenurile sportive ale unităților școlare, elevii sunt antrenați, la orele de sport, pentru fotbal, handbal, baschet și volei.
Pentru agrement, trei discoteci cu o capacitate totală de 300 locuri, sunt amenajate de natură să satisfacă cerințele de relaxare ale tinerilor.

## Raza de deservire
Zona de deservire în afara unității administrativ teritoriale este mult mai mare, încât aceasta are dotările necesare asigurării serviciilor publice pentru, cetățenii care aparțin comunelor limitrofe (Tismana, Godinești Padeș, Glogova, Peștișani și Cătunele)
Serviciile publice pe care Tismana le asigură unităților administrativ teritoriale învecinate se referă la : operațiuni bancare Agenția CEC Tismana, Percepția Rurală Tismana , FDEE Electrica Oltenia S.A. - PE Tismana și prin PTTR Tismana.
Primăria Tismana si Consiliul Local Tismana au un aparat propriu format din 21 salariați și 15 consilieri locali.
Postul de poliție Tismana asigură servicii publice pe raza orașului Tismana și s-a reorganizat cu un număr mai mare de angajați. Rata de infracționalitate este una din cele mai scăzute din țară datorită cinstei dar și vigilenței tuturor locuitorilor. Instituția are un volum de lucru de aproximativ 150 plângeri pe an din care se finalizează, cu trimitere în judecată, 50 dosare pe an.
Administrația Finanțelor Publice prin percepția Tismana asigură servicii publice pentru cinci comune: Peștișani, Godinești, Glogova, Cătune și Padeș. Are un număr de 10 salariați, din care: un șef unitate, un șef de serviciu, doi inspectori de specialitate și șase referenți.

## Societatea civilă
O bună parte din sectorul civil este constituit și acționează prin asociații libere neguvernamentale (ONG) create unui scop anume: cultural, turistic, religios, sportiv, ajutorul persoanelor sărace, handicapate, fără locuință, sinistrate etc.
În oraș își duc activitatea:
- ANTREC rețea de turism rural organizată în 7 pensiuni turistice în care activează circa 50 de persoane.
- Asociația crescătorilor de animale, de ale cărei activități beneficiază cea mai mare parte din crescătorii de animale.
- Asociația de moșneni sodoleni, Sohodol, în care activează peste 300 de membri.
- Asociația de moșneni topeșteni, „Nedeia Mare” din satul Topești, în care activează peste 200 de membri.
- Asociația ELVEROM care întreține relații cu ONG-uri din Elveția și Belgia. De activitatea ei beneficiază toți cetățenii satului Vânăta și școlile Vânăta și Pocruia, în total circa 300 de persoane.
- Asociația "Semanatorul Tismana" care gestionează Editura online "Sămănătorul" [35], tipărește carte prin Editura "Semanatorul Tismana" și publică online și tipărit revista "Sămănătorul".

Să amintim și de Fundația Tismana care era un partener al Fundației pentru Dezvoltarea Societății Civile București, al Federației ONG Gorj, Târgu-Jiu. Întreținea relații cu ONG-uri din toată lumea prin intermediul Internetului și era creatorul site-urilor Internet despre Tismana. Partenerul ei din Franța era Asociația Umanitară La Gerbe. Printre proiectele reușite:
- Fundația Tismana a finalizat un proiect PHARE pentru pensiunea turistică Jerca și unul proiect de reabilitare a căminului cultural din Topești.

După decesul fondatorului, prof. Vasile Surcel proiectele culturale se continuă prin Asociația "Semanatorul Tismana" iar în domeniul agricol și economic de alte asociații de profil din oraș.
Fundația Tismana dispunea de puține resurse bănești proprii, în fapt, veniturile membrilor fondatori dar în general și-a îndeplinit scopurile, mai ales cele de informare. De pildă: 
- Fundația Tismana ducea o campanie intensă prin intermediul rețelei Internet pentru o repune Tismana în adevărata ei valoare istorică, care trece mult dincolo de evul mediu deci de perioada când a trăit cuviosul Nicodim.
- Fundația a atras atenția că în zona Tismana a fost identificată cea mai veche locuire musteriană din România.
- Zona Tismana a avut contacte cu civilizația egipteană prin expedițiile faraonilor la Istru.
- Zona Tismana are dovezi arheologice care atestă prezența unor locuri amenajate pentru desfășurarea ritualurilor religioase precreștine gete.
- Pe Valea Tismanei au fost construite din lemn primele biserici creștine din România, la Pișători și Scăunele.
- Mănăstirea Tismana este unul din vechile lăcașuri ortodoxe din România iar construcția bisericii ei, din lemn, începuse cu două secole înainte de venirea cuviosului Nicodim în secolul XIV.

## Demografie
Componența etnică a orașului Tismana
     Români (91,76%)
     Romi (1,67%)
     Alte etnii (0,05%)
     Necunoscută (6,53%)
Componența confesională a orașului Tismana
     Ortodocși (92,94%)
     Alte religii (0,24%)
     Necunoscută (6,82%)
Conform recensământului efectuat în 2021, populația orașului Tismana se ridică la 6.359 de locuitori, în scădere față de recensământul anterior din 2011, când fuseseră înregistrați 7.035 de locuitori. Majoritatea locuitorilor sunt români (91,76%), cu o minoritate de romi (1,67%), iar pentru 6,53% nu se cunoaște apartenența etnică. Din punct de vedere confesional, majoritatea locuitorilor sunt ortodocși (92,94%), iar pentru 6,82% nu se cunoaște apartenența confesională.

## Politică și administrație
Orașul Tismana este administrat de un primar și un consiliu local compus din 15 consilieri. Primarul, Narcis-Petre Remetea[*], de la Partidul Social Democrat, este în funcție din octombrie 2020. Începând cu alegerile locale din 2024, consiliul local are următoarea componență pe partide politice:
|  | Partid                          | Consilieri | Componența Consiliului | Componența Consiliului | Componența Consiliului | Componența Consiliului | Componența Consiliului | Componența Consiliului | Componența Consiliului | Componența Consiliului | Componența Consiliului | Componența Consiliului |
|  | ------------------------------- | ---------- | ---------------------- | ---------------------- | ---------------------- | ---------------------- | ---------------------- | ---------------------- | ---------------------- | ---------------------- | ---------------------- | ---------------------- |
|  | Partidul Social Democrat        | 10         |                        |                        |                        |                        |                        |                        |                        |                        |                        |                        |
|  | Partidul Național Liberal       | 3          |                        |                        |                        |                        |                        |                        |                        |                        |                        |                        |
|  | Alianța pentru Unirea Românilor | 2          |                        |                        |                        |                        |                        |                        |                        |                        |                        |                        |

## Personalități
- Serafim Duicu (1938 – 1996), scriitor;
- Polina Manoilă (n. 1945), solistă de muzică populară;
- Vasile Văcaru (1946 – 2001), om politic;
- Radu-Dinel Miruță (n. 1985), om politic;
- Sfântul Nicodim de la Tismana  (1320 – 1406), întemeietorul Mănăstirii Tismana și părintele monahismului din Țara Românească;
- George Coșbuc (1866 – 1918), poet, critic literar, scriitor, publicist și traducător, animator al vieții culturale din Tismana
- Ion Părgaru (n. 1948), om politic și profesor universitar;
- Mihai Aristotel Ungureanu (n. 1950), profesor universitar;
- Valentin Duicu (n. 1984), sculptor;
- Traian Burtea (1916 – 1981), fondatorul și președinte al Cooperativei Arta Casnică Tismana;
- Petre Geagu Cătăroiu (1903 - ????), rapsod popular;
- Nicolae Tomoniu (n. 1944), publicist gorjan.